# Xetra Funds
Xetra Funds ist ein Marktsegment der Deutschen Börse für börsengehandelte Fonds. Es umfasst sowohl passiv verwaltete Exchange-traded funds (ETFs), die in ihrer Entwicklung einem Index folgen, als auch aktiv verwaltete Fonds (Xetra Active Funds), die den als Benchmark fungierenden Index übertreffen können.
Der Handel wird durch Designated Sponsors unterstützt, die Liquidität bereitstellen.
Ursprünglich konnten Wertpapiere in Xetra Funds zum amtlichen oder zum geregelten Markt zugelassen werden. Seit dem 1. November 2007 ist Xetra Funds ein regulierter Markt der Frankfurter Wertpapierbörse, die zugelassenen Fonds müssen den Anforderungen an einem regulierten Markt genügen.